# Гото Предестинация (корабль, 2014)
«Гото Предестинация» (макароническое название со значением «Божье предвидение», от нем. Gott и лат. praedestinatio) — действующая историческая копия русского линейного корабля «Гото Предестинация» времён Петра I, построенная в 2011—2014 годах. Корабль пришвартован у Адмиралтейской площади в Воронеже и является кораблём-музеем.

## История создания[1]
16 декабря 2009 года на заседании общественного художественного совета губернатор Воронежской области Алексей Гордеев объявил о том, что принято решение воссоздать по чертежам первый российский линейный корабль «Гото Предестинация». В начале 2010 года принялись к созданию чертежей на основе архивных документов. Работы по созданию проекта осложнились тем, что большинство документов, связанных с постройкой линейного корабля, не сохранились. При создании реплики судна применялись записки из государственного архива, а также картины и гравюры XVIII века, а в основу проекта корабля легла акварель Питера Бергмана.

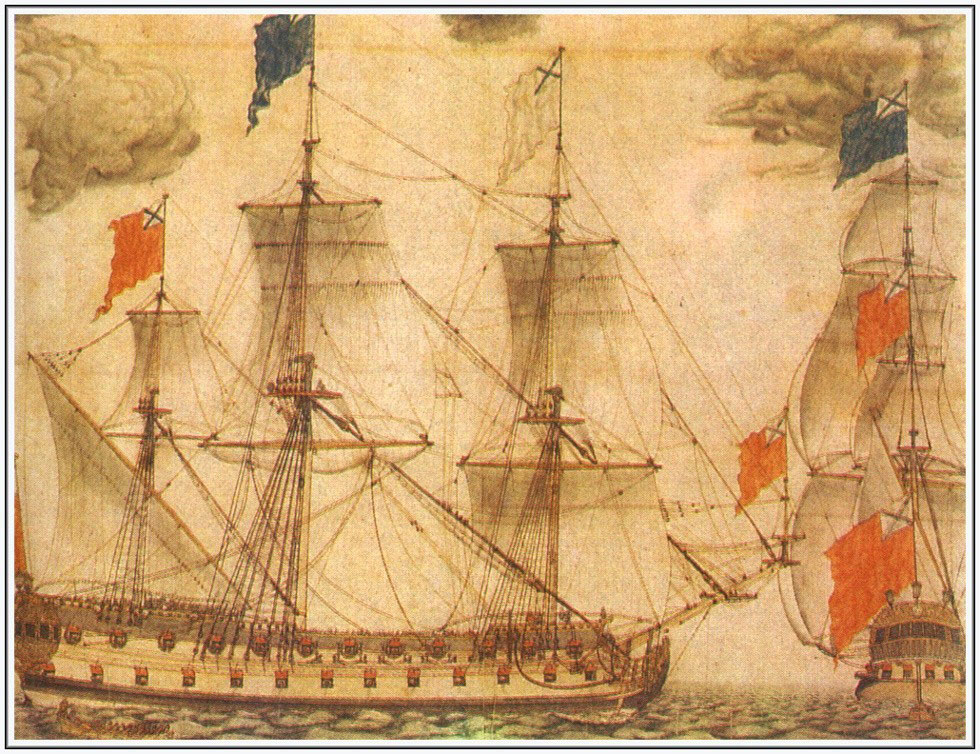
«Гото Предестинация» на чертеже Бергмана (1700 год)

8 июля 2010 года на Адмиралтейской площади Воронежа мастерами колокололитейного завода «Вера» была отлита рында для будущего корабля весом 25 кг. На подготовку керамической формы колокола ушло около месяца. Также для церемонии была подготовлена специальная печь. На колоколе были выгравированы название корабля «Гото Предестинация» и герб России. Тогда Морской коллегией при Правительстве Российской Федерации были озвучены планы изготовления корабля к 425-летию Воронежа и создание из Петровского острова историко-культурного парка «Воронежская адмиралтейская верфь».
Первоначально предполагалось, что строительство корабля проведут специалисты из Дании, однако позже от этих планов отказались в пользу российских судостроительных компаний. В январе 2011 года региональные власти объявили аукцион на выполнение работ по строительству корабля с начальной стоимостью 300 млн рублей, месяцем позже эта сумма была сокращена до 200 млн рублей. Единственным участником аукциона стал Павловский судостроительно-судоремонтный завод, который и выиграл тендер на строительство корабля. Строительство верхней деревянной надстройки было отдано по договору подряда петрозаводской верфи деревянного судостроения «Варяг», а сроки сдвинуты на конец декабря 2012 года.
15 июня 2011 на Павловском заводе торжественно, с участием губернатора области Алексея Гордеева и митрополита Сергия, установили закладную доску будущего парусника. Деревянная часть корабля воссоздавалась по акварели Питера Бергмана, написанной в 1700 году. Со слов конструктора надстройки Александра Тихомирова, для её строительства использовались те же материалы, из которых строили и оригинальный корабль: сосна и дуб, причём возрастом не меньше 100 лет.
Летом 2012 в очередной раз были сдвинуты сроки сдачи проекта на лето 2013 года. В мае 2013 года в дополнение было выделено ещё порядка 15 миллионов рублей на достройку линейного корабля, а сроки передвинуты уже на конец декабря. Изменения в сроках и в сумме контракта объяснили изменением технического регламента о безопасности объектов внутреннего водного транспорта и необходимости доработки судна по его требованиям.
21 июля 2013 года нижняя часть судна из Павловска с помощью 2 буксиров по рекам Дон и Воронеж отправилась в Воронежское водохранилище к Петровскому острову, где был пришвартован 25 июля На следующий день судно пришвартовали к Петровской набережной В конце августа 2013 года из Петрозаводска была отправлена верхняя часть будущего корабля В середине сентября начался монтаж надстройки на металлическую часть. На день города по строящемуся судну проводились кратковременные экскурсии. В конце декабря 2013 года судно перевели к Адмиралтейской площади.
В январе 2014 года началось обустройство береговой стоянки для корабля. В апреле были установлены все мачты корабля. 2 июля 2014 судно вышло в первое плавание на ходовые испытания
27 июля 2014 года, в день военно-морского флота, корабль «Гото Предестинация» был торжественно открыт у Адмиралтейской площади города Воронежа. Глава региона Алексей Гордеев вместе с директором Павловского ССРЗ Надеждой Маринкиной разбил бутылку шампанского о борт «Гото Предестинации». На судне был поднят Андреевский флаг, освящённый в Успенской церкви митрополитом Сергием. После этого корабль отправился в первое плавание, в котором приняли участие работники Павловского судоремонтного завода, строившие корабль. Во время отправления был дан залп из пушек судна и пушек, расположившихся на площади. С помощью морской азбуки было отданы первые три приветственных послания: «Воронеж — колыбель военно-морского флота», «Слава военно-морскому флоту России» и «Ура!». Корабль сделал почётный круг и пришвартовался обратно к пирсу у Адмиралтейской площади. Были проведены первые экскурсии в музей.
По данным «Гипрокоммундортранса», стоимость корабля без учета стоянки оценивается в 215 млн рублей. Над судном трудилось в общей сложности около 40 человек. На создание судна с момента закладки ушло чуть более 3 лет, в то время как оригинал во времена Петра Великого строили чуть менее 1,5 лет.

## Устройство и характеристики

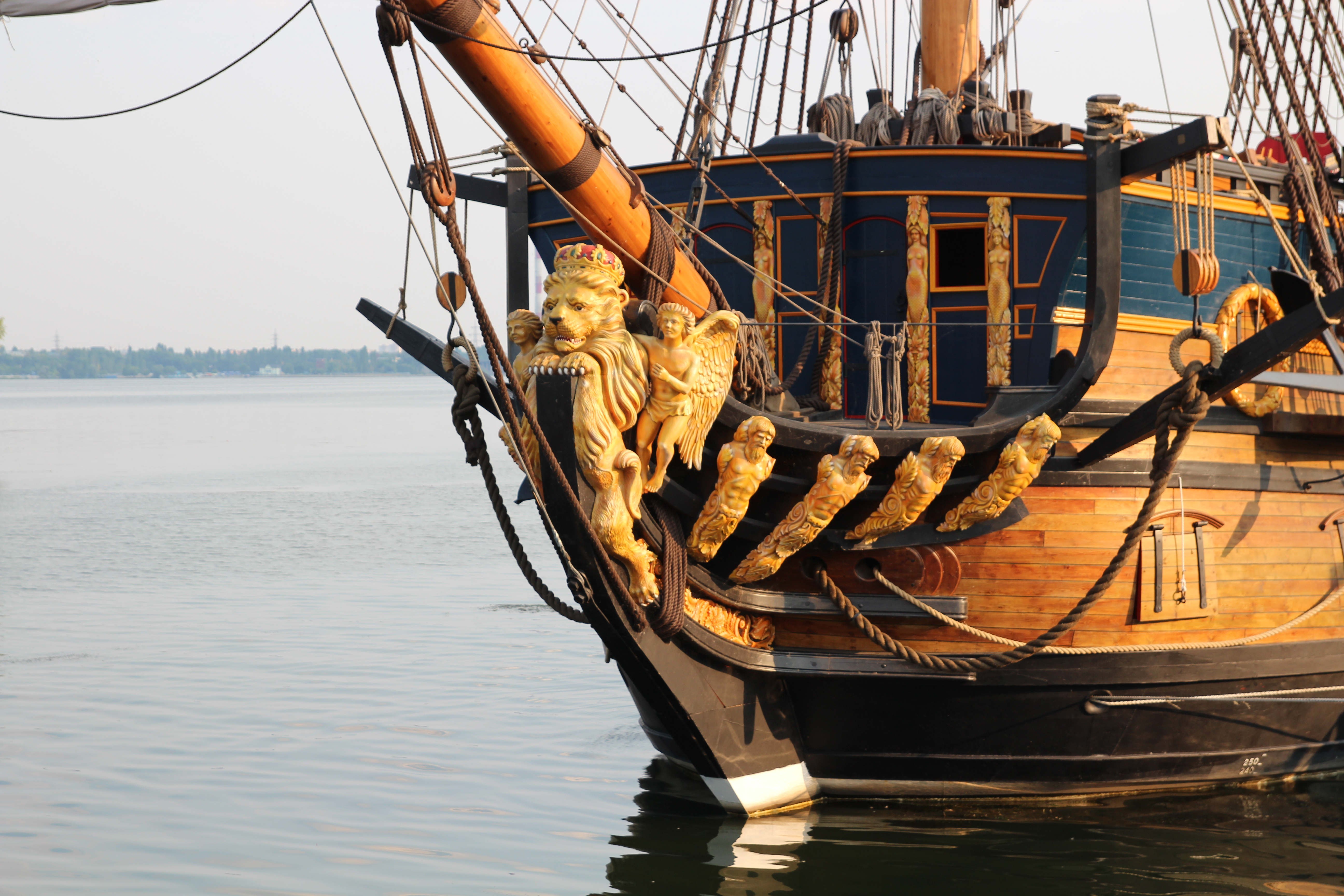
Нос с гальюнной фигурой корабля «Гото Предестинация»

Судно собрано из двух частей: нижней металлической и верхней деревянной. Вес нижней металлической части составляет почти 150 тонн, сбалансированной для устойчивости 400 тоннами бетона. На строительство верхней части ушло более тысячи кубометров древесины. Днище плоское, без киля.
Длина судна составляет 38,5 м, ширина — 9,5 м, высота без мачты — 4,5 м. Корабль имеет три мачты, высота фок-мачты — 36 м, грот-мачты — около 40 м. Осадка судна 2,5 м.
Судно имеет две палубы и рассчитано на 50 пассажиров. Экипаж судна — 5 человек.
На судне установлено 32 пушки разного калибра. Первоначально предполагалась установка 58 орудий, однако позже было решено освободить это место под выставочные залы. 26 незадействованных орудий было установлено на суше, около места швартовки корабля. Пушки выполнены из алюминия и покрашены под бронзу. Вес каждой пушки составляет около 300 кг.
Площадь парусов составляет по разным данным от 870 до 1500 м². Движение судна под парусами ограничено мелководностью и сравнительно небольшими размерами Воронежского водохранилища на участке между линией электропередачи и Вогрэсовским мостом. Поэтому предполагалось поднимать паруса два раза в год на день ВМФ и день города, при наличии штиля. Однако, в действительности за первые два года судно выходило в «воронежское море» один раз на день открытия. Судно оснащено дизельным двигателем в 300 л.с., способным развивать скорость до 6,5 узлов (12 км/ч).

## Музей

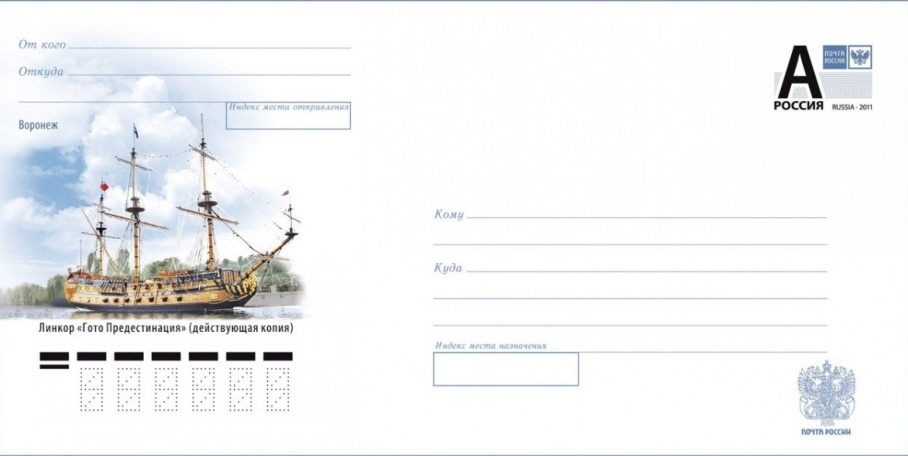
Художественный маркированный конверт с изображением корабля-музея

На борту пассажирского теплохода размещен отдел Воронежского областного краеведческого музея (ВОКМ) - «История создания Российского флота».
Посетителям представлена экспозиция «Действующая копия корабля „Гото Предестинация“». Подготовкой исторической экспозиции занимался Воронежский областной краеведческий музей в 2013-2014 годах. Торжественное открытие «Гото Предестинации» состоялось 27 июля 2014 г., в День военно-морского флота России. 
Экспозиция музея включает 684 предмета , рассказывающих о быте и боевых походах моряков XVIII века. 
В четырех помещениях (каюта капитана, кают-компания, батарейная палуба, трюм) размещены элементы старинного корабельного снаряжения, детально восстановлено вооружение с полным комплектом инструментов для обслуживания орудий, максимально подробно представлены предметы быта офицеров и нижних чинов команды.
В каюте капитана, в кормовой части корабля, представлен архитектурный макет правого берега Воронежа начала XVIII века, мебель и интерьер погружают посетителей в ушедшую эпоху, а в центре помещения за столом находится реалистичная фигура царя Петра I, которая была выполнена из силикона.
В кают-компании, в носовой  части корабля, расположен обеденный стол офицеров, складень, офицерский сундук, реалистичная фигура денщика располагается в гамаке по правому борту.
На батарейной палубе расположено 14 чугунных пушек с полным набором инвентаря для их обслуживания, подвесные столы, структурные элементы корабля, реалистичные фигуры матроса и комендора, выполненные из силикона.
В выставочном зале трюма расположены, как предметы быта моряков (печь, плетенные корзины и бочки, клетки для птицы), так и копии предметов начала XVIII века: посмертной маски Петра I и отпечатка его ладони, медалей. В зале находятся выставочные манекены с полным комплектом военного обмундирования петровской эпохи и стенд с копиями оружия начала XVIII века. В центре трюма находится композиция из макетов кораблей во время боевых действий  . 
В экспозиции можно увидеть макеты кораблей, архитектурный макет правого берега Воронежа начала XVIII века, оружие, столовую утварь, корабельную печь, силиконовые фигуры в костюмах той эпохи (предметы являются копиями старинных).
Первые экскурсии на судне были проведены в день города. Продолжительность экскурсии составляет 45 минут . 
Цена билета 300 рублей для взрослых, 200 рублей для школьников, студентов и пенсионеров. Для граждан льготных категорий стоимость экскурсии 100 рублей, а посещение в режиме самостоятельного осмотра бесплатно .
Ежегодно экспозицию посещают 24 тысячи человек. В том числе и первые лица государства, среди которых были председатель Правительства РФ Д.А. Медведев, председатель Совета Федерации Федерального Собрания РФ В.И. Матвиенко . 
За первые два года существования музея на борт корабля поднялось порядка 60 тыс. посетителей, в том числе французский комик Пьер Ришар.

## В культуре
На корабле снимались эпизоды телесериалов «Нулевая мировая», «Екатерина» и «Гардемарины 1787. Война».
Корабль выдвигался воронежцами на конкурс, в рамках которого Центробанк России проводил отбор изображений для новых купюр номиналом 200 и 2000 рублей.

## Капитаны
- Виталий Петрович Рыбачёв (2013—2014)[74]
- Игорь Колдуненко (2014—2019)[49]
- Фадеев Роман Геннадьевич (2019—2021)
- Маков Евгений Александрович (2021—н.в.)